# Dolomedes minahassae
Dolomedes minahassae är en spindelart som beskrevs av Anna Maria Sibylla Merian 1911. Dolomedes minahassae ingår i släktet Dolomedes och familjen vårdnätsspindlar.
Artens utbredningsområde är Sulawesi. Utöver nominatformen finns också underarten D. m. vulcanicus.